# Guise

Guise este o comună în departamentul Aisne din nordul Franței. În 1 ianuarie 2022 avea o populație de 4.510 de locuitori.